# 路易吉娜·贾沃蒂
路易吉娜·贾沃蒂（義大利語：Luigina Giavotti，1916年10月12日—1976年8月4日），生于帕维亚，意大利前女子竞技体操运动员。她曾代表意大利获得1928年夏季奥运会体操比赛女子团体全能银牌。